# 恋するフォーチュンクッキー
「恋するフォーチュンクッキー」（こいするフォーチュンクッキー）は、日本の女性アイドルグループ・AKB48の楽曲。作詞・秋元康、作曲・伊藤心太郎、振付・パパイヤ鈴木。略称は「恋チュン」または「フォーチュンクッキー」。
2013年8月21日にAKB48のメジャー32作目のシングルとしてキングレコードから発売された。楽曲のセンターポジションは指原莉乃が務めた。

## 背景とリリース

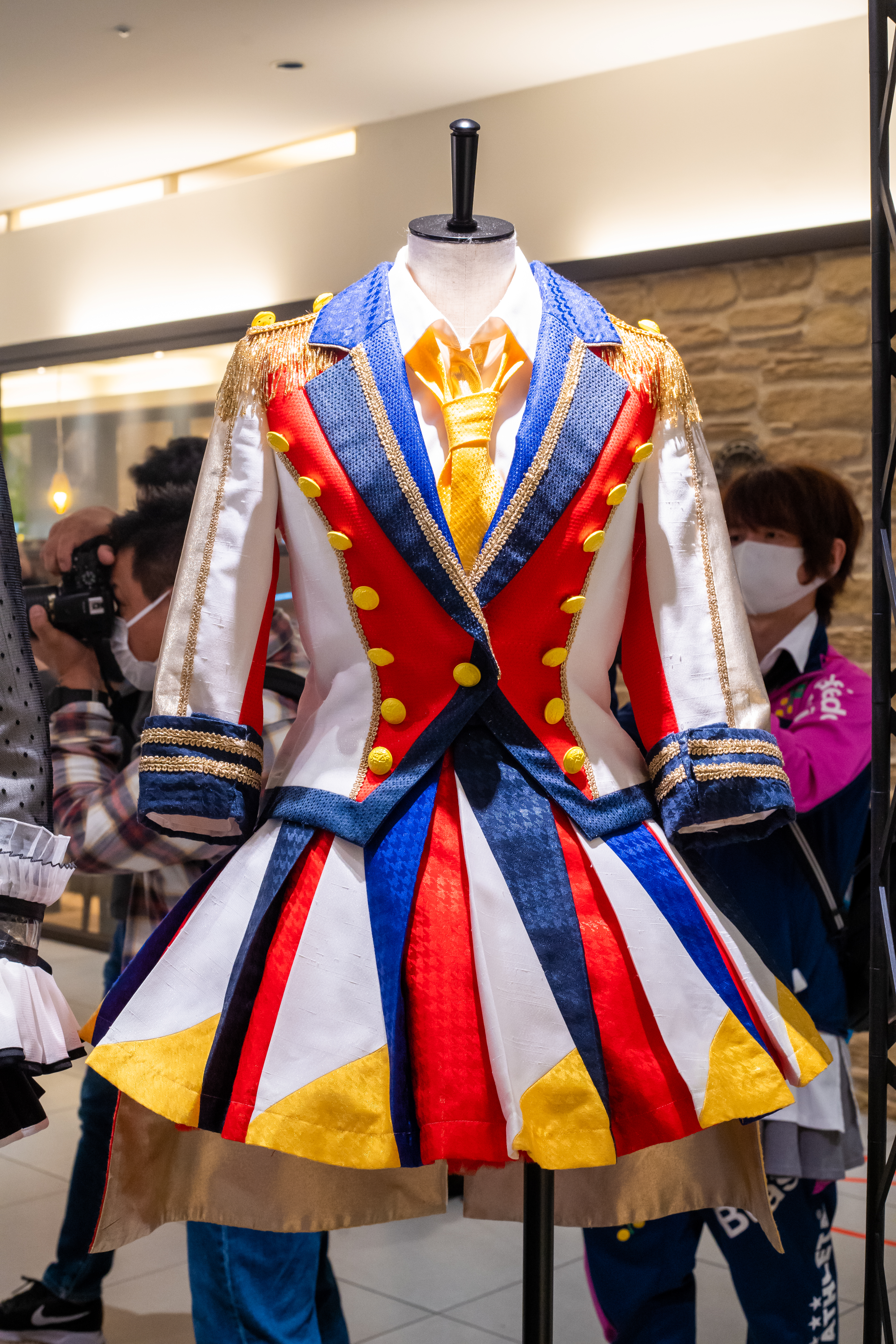
大丸東京店で行われた『AKB48 秋祭り』で展示された「恋するフォーチュンクッキー」歌唱時の衣装。センターを務めた指原が着用したもの。
（2022年10月8日撮影）

前作『さよならクロール』から約3か月ぶりのリリースで、2013年のシングル第3弾。
楽曲は、2013年5月21日から6月7日まで投票が実施され、同年6月8日に開票結果が発表された『AKB48 32ndシングル 選抜総選挙』の1位から16位までのメンバーによって歌唱されている。1位を獲得した指原莉乃（HKT48）が、AKB48のシングル表題曲で初めてセンターポジションを務めている。楽曲タイトルにある「フォーチュン・クッキー」は、その中に運勢を表記した紙片が入っている菓子で、「おみくじクッキー」とも呼ばれる。
須田亜香里（SKE48）が、選抜メンバー初参加。選抜復帰のメンバーはゼロで、阿部マリア、入山杏奈、加藤玲奈、川栄李奈、菊地あやか、木﨑ゆりあ、北原里英、木本花音、兒玉遥、高城亜樹、田島芽瑠、朝長美桜、永尾まりや、藤江れいな、宮脇咲良、矢倉楓子、山田菜々の17人が選抜から外れた。
楽曲のシングル盤は、「Type A」、「Type K」、「Type B」のそれぞれの「初回限定盤」と「通常盤」、「劇場盤」の7形態によって発売されている。また、『AKB48 32ndシングル選抜総選挙』で17位から32位、33位から48位、49位から64位に選ばれたメンバーがそれぞれアンダーガールズ、ネクストガールズ、フューチャーガールズとしてシングル盤のカップリング曲を歌唱している。
キャッチコピーは「“恋チュン”踊れば、嫌なことも忘れられる」。楽曲のシングル盤発売日である2013年8月21日には、コナミのアーケードゲームDance Evolution ARCADEへ配信され、ゲーム内のキャラクターが指原莉乃の衣装を着て踊るというコラボレーションが実施されている。
楽曲については、2013年6月8日に『AKB48 32ndシングル 選抜総選挙』での指原の1位が発表された後、秋元康総合プロデューサーから指原にメールで、タイトルが「びっくり音頭」になったと伝えられたことを同月13日のHKT48劇場における公演で指原自ら公表していたが、これは1位になった指原が「調子に乗らないように」と秋元が仕掛けたサプライズであり、同月23日に指原が自身が司会を務める『AKB映像センター』内で正式なタイトルを発表した。同月29日にTBSで放送された『音楽の日』で初披露された。2014年2月3日にフジテレビで放送された『SMAP×SMAP』では、SMAPとのコラボレーションで披露された。リリースから2年後の2015年12月16日にフジテレビで放送された『2015 FNS歌謡祭 THE LIVE』では、「アイドル・コラボ・メドレー」の最終曲としてSKE48、NMB48、乃木坂46、欅坂46、ももいろクローバーZ、私立恵比寿中学、チームしゃちほこ、モーニング娘。'15、℃-ute、アンジュルムの計10組・総勢99名の女性アイドルグループとのコラボレーションで披露された。NHK紅白歌合戦では第64回（2013年）、第66回（2015年）、第69回（2018年）、第70回（2019年）に歌唱されている。第64回では「紅白2013SP〜AKB48フェスティバル」の1曲として、第66回では「AKB48 紅白2015 SP 〜10周年記念メドレー〜」の1曲として、卒業生の前田敦子・大島優子とともに、第69回ではタイのBNK48とともに日本語とタイ語のミックスバージョンで披露された。第70回ではBNK48・CGM48・SGO48・JKT48・MNL48・AKB48 Team SH・AKB48 Team TP・DEL48の日本国外姉妹グループのエース級メンバーが参加し、「世界選抜」を結成して披露され、小栗有以がセンターを務めた。
2013年12月14日には、日本と東南アジア諸国連合 (ASEAN) の特別首脳会議にあわせ、帝国ホテルで開催されたガラディナー（祝宴）にて同曲が披露された。
また、文部科学省の留学促進キャンペーン「トビタテ!留学JAPAN」に賛同する形で、秋元康作詞による本曲の替え歌「トビタテ! フォーチュンクッキー」が制作され、2013年12月15日に早稲田大学で開催された「第1回 Go Global Japan Expo」のイベント内で披露された。
2014年1月10日には、日本高等学校野球連盟によって同年の『第86回選抜高等学校野球大会』入場行進曲に選定された。AKB48の楽曲が選抜高等学校野球大会の行進曲に使用されるのは第84回大会の「Everyday、カチューシャ」以来2度目となった。
本曲は第55回日本レコード大賞において優秀作品賞、2015年JASRAC賞では金賞、2016年JASRAC賞では銀賞を受賞している。『AKB48 リクエストアワー セットリストベスト200 2014』で「恋するフォーチュンクッキー」は3位になった。『AKB48 リクエストアワーセットリストベスト1035 2015』では4位、『AKB48単独リクエストアワー セットリストベスト100 2016』では22位、『AKB48グループリクエストアワー セットリストベスト100 2016』では42位だった。
東京地下鉄（東京メトロ）が2015年6月から9月までホームページ上において駅の発車メロディ（発車サイン音）に使用する楽曲のリクエストを募集した結果、日比谷線秋葉原駅のメロディに本曲が採用され、翌2016年の3月31日から使用されている。
2016年10月にはHMV限定・数量限定で12インチアナログ盤が発売された。
2017年から中央競馬の阪神競馬場で12月に行われている特別競走「フォーチュンカップ」の本馬場入場時には、本曲がBGMとして流される（2024年はスタンドリフレッシュ工事に伴い、京都競馬場で施行）。
2021年11月12日に指原莉乃のYouTubeチャンネル『さしはらちゃんねる』に投稿された動画に秋元康が登場し、本曲は何回もアレンジをし直しており「初披露とその後の曲って違う」と明かした。また2020年7月9日に柏木由紀のYouTubeチャンネル『ゆきりんワールド』に投稿された本曲を踊った動画にて、使用された音源が発売された音源とはコーラスなどが異なっている。ただし上記の初披露の音源かは不明。

## アートワーク
シングル盤のジャケット写真撮影はレスリー・キーによるものである。また、「Type A」、「Type K」、「Type B」のジャケットには、福岡県およびその周辺の名物が散りばめられている。
| Type A | 『恋するフォーチュンクッキー』選抜メンバー全16名                                   |
| Type K | 大島優子、柏木由紀、島崎遥香、須田亜香里、高橋みなみ、松井珠理奈、宮澤佐江、山本彩 |
| Type B | 板野友美、小嶋陽菜、指原莉乃、篠田麻里子、松井玲奈、横山由依、渡辺麻友、渡辺美優紀 |
| 劇場盤 | 『恋するフォーチュンクッキー』選抜メンバー全16名                                   |

## 音楽性と評価
従来のAKB48の楽曲に見られがちだった“BPM150 - 160のギターサウンド”とは一線を画しており、1970年代から80年代的なディスコサウンドは、リリース当初よりAKB48の楽曲の中でも音楽性に関する評価が高かった。音楽評論家の田中宗一郎は自身のTwitterで「フィリーソウルっぽくて、超いい」「ドミナントでためまくるところのストリングスとか、間奏のアレンジとかホントいいなー」「激オーソドックスなコード進行もJ-POP感まるでなし」とサウンドを絶賛。ミュージシャンの近田春夫は週刊文春2013年9月12日号の連載『近田春夫の考えるヒット』で「派手なストリングスに女声コーラス、リズム隊という、まさに“ソウル／ダンスミュージック王道の編成ならではの魅力”を論理の側から紐解いていったような、一種見事なレプリカ」「責任持って断言できるのは、未来永劫この曲が決して忘れ去られることのない、まさにマスターピースである」と述べ、文筆家の安田謙一もミュージック・マガジンの連載『安田謙一のこれがヒットか!?』において「ドがつく名曲」と高評価を与えている。桑田佳祐は「良い曲だし、力強いね!」としつつも、「1か所だけね、“そんな悪くないよ”のところのメロディーがちょっと…」といった意見を述べている。
高い評価が多数ある一方で、AKB48のメンバーによる楽曲への評価は決して高くなかった。センターを務めた指原莉乃は、2016年のアナログ盤発売の際に行われた『HMV record shop 新宿ALTA』のオープン記念内覧会において「曲も（アイドルっぽいのが好きなので）元々は好きじゃなかった」と発言。高橋みなみもテレビでの対談番組で、メンバー間で「これちょっと、若い子はあんまり好きじゃなさそうかな〜」と楽曲に不満を持っていたことを明かしている。しかし、秋元康だけはリリース前から「絶対に流行る」「ファンの皆さん、みんなが踊ってくれる曲になる」と言っていた。発売から数年の時を経て、楽曲が世間に評価されていくなかでメンバー自身も好きになっていったという。

## チャート成績
『恋するフォーチュンクッキー』のシングルCDは、発売前日（集計初日）の2013年8月20日付オリコンデイリーシングルチャートで推定売上枚数約109万6000枚を記録し、初登場1位を記録した。この初日売上はAKB48自身の『さよならクロール』『真夏のSounds good !』の枚数に続く歴代3位の記録となった。AKB48のシングルのミリオンセラー達成は、『桜の木になろう』から13作連続・通算14作目であり、13作連続はB'zと並ぶ歴代1位タイ、通算でもB'zにあと1作差と迫った。また集計初日のみでのミリオンセラー達成は、AKB48にとって『さよならクロール』から2作連続・通算5作目となった。
同年9月2日付オリコン週間シングルチャートにおいては、初登場で1位となった。AKB48のシングルの1位獲得は、『RIVER』から19作連続・通算19作目である。初週売上は約133万枚に達し、AKB48のシングルとしてはオリコンシングルチャート歴代5位（選抜総選挙の投票権付きシングルを除いた場合は、『フライングゲット』に次ぐ歴代2位）のセールスとなった。

## ミュージック・ビデオ

### 公式版

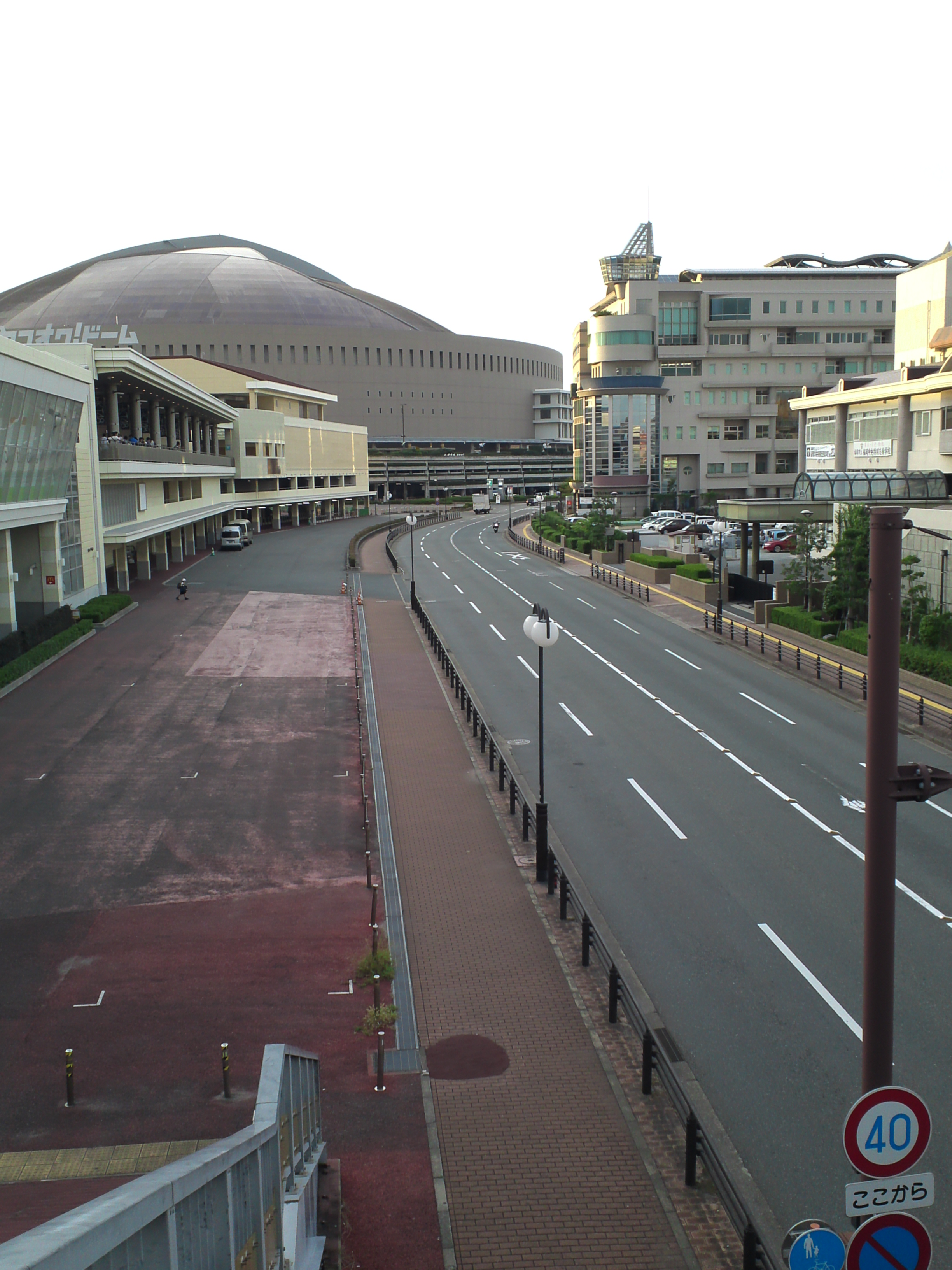
公式MVの撮影が行われた旧HKT48劇場前の通り

「恋するフォーチュンクッキー」のミュージック・ビデオは関根光才が手がけた。2013年6月22日にファンから参加者を募った3,800人のエキストラとともに、当時のHKT48劇場があったホークスタウンモールや福岡 ヤフオク!ドーム周辺（福岡市中央区地行浜）の道路を封鎖しロケーション撮影を実施、その後、福岡女学院大学体育館（福岡市南区曰佐）で学生エキストラ500人弱とともにロケーション撮影を実施した。「日本中からいろんな人々をパレードの参加者として募って、踊りながら行進するという壮大なプロット」に沿って撮影が行われ、パパイヤ鈴木が振り付けを担当した。その他、東福岡高等学校（福岡市博多区東比恵）や柳橋連合市場（福岡市中央区春吉）、品川エトワール女子高等学校（東京都品川区南品川）、レッスル武闘館（埼玉県蕨市、女子プロレス団体アイスリボンの道場兼常設試合会場）など福岡県内を中心とした数カ所で撮影が実施された。映像では関根監督の「老若男女の中にプロレスラーもいたら面白いね」という発想 から、元プロレスラーの小橋建太が、現役レスラーの崔領二、ケニー・オメガらと出演しているほか、福岡での大規模撮影にはニータン（Jリーグ・大分トリニータのマスコット）、リズみん（おおいた夢色音楽祭のキャラクター）、たかもん（高崎山のPRキャラクター）など、センターポジションを務める指原の出身地である大分県各地のマスコットも撮影に参加した。
リリース当初は、48秒のダイジェスト版 のみが公開されていたが、2013年10月30日にフルバージョンが、AKB48 Official Channel! で公開されている。
2016年8月12日、YouTubeでのミュージック・ビデオの視聴回数が1億回を突破した。これにともなって、AKB48公式サイトは再生1億回突破目前から特別仕様になっており、1億回再生突破後には、画面のサイドスペースに現役の選抜メンバーの写真を施したものが登場した。2021年2月21日未明、YouTubeでのミュージック・ビデオの視聴回数が2億回を超えた。

### AKB48以外による動画
AKB48 Official Channel!において、AKB48以外の人々が上記のミュージック・ビデオと同じダンスを踊った以下の動画が公開されている（動画タイトルは「恋するフォーチュンクッキー ○○Ver. / AKB48[公式] 」が正式だが、便宜上「○○Ver.」の部分のみ記す）。
自主制作された非公式の動画も多数登録されており、その中からFAN Ver.のようにあとから公式動画に認定されることがある。
| タイトル                                                       | 詳細 | 公式公開日     |
| -------------------------------------------------------------- | --- | -------------- |
| STAFF Ver.                                                     | AKB48グループの運営・劇場等のスタッフ総勢365人がそれぞれの職場や劇場等で踊るバージョン。 | 2013年7月19日  |
| FAN Ver.                                                       | 上記のスタッフバージョンを見たアメリカ・テキサス州在住のファンが、インターネット上の仲間たちに制作を持ち掛け、アメリカをはじめイギリスやインドネシア、オーストラリア、スウェーデン、フランス、ベルギーなど14カ国89人の映像を集めたバージョン。元々は自主的に公開していたものを日本のファンがネット上で見つけ、AKB48のまとめサイトに掲載したことで話題となり、公式動画として採用、公開された。                                           | 2013年8月14日  |
| サマンサタバサグループ STAFF Ver.                              | サマンサタバサグループのスタッフ（本社社員やグループ店舗スタッフ）、サマンサタバサ所属・契約の女子プロゴルファー（堀奈津佳、原江里菜、香妻琴乃、山村彩恵）らによるダンスの動画。 | 2013年8月15日  |
| 佐賀県庁 Ver.                                                  | 佐賀県の施策PRを目的として、佐賀県文化課が主導して制作した、古川康佐賀県知事を始めとする、佐賀県職員や佐賀県内のゆるキャラによるダンスの動画。佐賀県庁舎や佐賀城本丸歴史館、佐賀空港、佐賀県立宇宙科学館などで撮影された。 | 2013年9月9日   |
| ひかりTV STAFF Ver.                                            | 映像配信サービス「ひかりTV」を手がけるNTTぷららの社員やひかりTVのキャラクター「ひかりカエサル」によるダンスの動画。 | 2013年9月10日  |
| AKB映像センターSTAFF Ver.（公開終了）                          | フジテレビのバラエティ番組『AKB映像センター』のスタッフおよび過去の出演者（濱野智史、愛川こずえ、井上涼、宇野常寛ほか）、お台場合衆国内の企画「AKB48お台場りんかい学校」スタッフらによるダンスの動画。2013年9月8日の同番組内で放送後公式採用。 | 2013年9月11日  |
| AKB48お台場りんかい学校ダンス部Ver.（公開終了）                | 『AKB映像センター』の企画で、「AKB48お台場りんかい学校」で撮影された一般参加者のダンスをまとめたもの。 | 2013年9月8日   |
| GMOインターネットグループ STAFF Ver.                           | GMOインターネットグループのスタッフによるダンスの動画。 | 2013年9月15日  |
| テイクアンドギヴ・ニーズグループ STAFF Ver.                    | テイクアンドギヴ・ニーズグループの結婚式場スタッフによるダンスの動画。 | 2013年9月16日  |
| サイバーエージェントグループ STAFF Ver.                        | アメーバ事業本部を中心としたサイバーエージェントグループのスタッフおよびアメーバピグのキャラクターによるダンスの動画。 | 2013年9月17日  |
| MISS&MR.COLLE Ver.                                             | エイジ・エンタテインメントの運営するミス・ミスターコンテストポータルサイト「MISS COLLE」「MR.COLLE」に登録された、首都圏を中心とした大学のミスコンテスト・ミスターコンテスト最終候補者によるダンスの動画。 | 2013年9月30日  |
| KBC九州朝日放送STAFF Ver.                                      | 九州朝日放送のアナウンサーをはじめとする社員、自社制作番組（『アサデス。』・『ドォーモ』など）のスタッフや番組出演者（藤原満・おすぎら）によるダンスの動画。 | 2013年9月30日  |
| 猪名川町 Ver.                                                  | 兵庫県川辺郡猪名川町の町民や同町のマスコットキャラクター「いなぼう」らによるダンスの動画。町民有志がiPhoneだけで撮影し（制作に要した予算は0円、制作日数は10日だったという）、9月27日に自主公開した動画 だったが、これがAKB48スタッフの目にとまり、秋元康の公認を得て、公式動画として公開された。 | 2013年10月5日  |
| AFRO FUKUOKA STAFF Ver.                                        | 福岡市を中心に配布されているフリーペーパー『AFRO FUKUOKA』のスタッフらによるダンスの動画。 | 2013年10月9日  |
| 日本交通 Ver.                                                  | 社長の川鍋一朗をはじめとする日本交通の社員・タクシー乗務員たちによるダンスの動画。 | 2013年10月9日  |
| ジャパネットたかた STAFF Ver.                                  | 社長の髙田明をはじめとするジャパネットたかた社員によるダンスの動画。 | 2013年10月15日 |
| 西日本新聞・西日本スポーツ STAFF Ver.                          | 西日本新聞社社員（西日本新聞・西日本スポーツ関係者）によるダンスの動画。ほぼ全編が西日本新聞社の社内で撮影された。 | 2013年10月16日 |
| PLANETS Ver.                                                   | 評論家・宇野常寛の主宰する批評誌『PLANETS』の関係者をはじめとする宇野の知人（堀潤・望月理恵・濱野智史・岩崎夏海・田中秀臣・堀江貴文など）や『宇野常寛のオールナイトニッポン0(ZERO)』のリスナー・関係者（吉田尚記ら）によるダンスの動画。もともとPLANETSの公式チャンネルで公開されていたもの だが、反響の大きさを受けて公式動画として公開された。                                                                                        | 2013年10月16日 |
| 神奈川県 Ver.                                                  | みなとみらい・箱根温泉などの神奈川県内の有名観光地などをバックにした、黒岩祐治神奈川県知事をはじめとする神奈川県職員や神奈川県内の市町村職員、地元関係者、白井健三（岸根高校在学中）、ラモス瑠偉・中澤佑二（横浜F・マリノス）などによるダンスの動画。市町村や観光地の表記を英語テロップで表示し、神奈川県が主導して撮影したもので、神奈川県では「神奈川県総力戦」と称している。                                                         | 2013年10月18日 |
| 国立市 Ver.                                                    | 東京都国立市の佐藤一夫市長や市職員など約60人によるダンス動画。「佐賀県版」が話題になっているのを知った市産業振興課職員が市の知名度向上を目指して発案したもので、市庁舎や大学通りの桜並木などで撮影された。 | 2013年10月21日 |
| AKB48グループ ドラフト会議 候補者 Ver.                         | 2013年11月10日に行われた『AKB48グループ ドラフト会議』の指名候補者29人とその関係者によるダンス動画。 | 2013年10月24日 |
| 大分市 Ver.                                                    | 指原莉乃が観光大使を務める大分県大分市の釘宮磐市長や市職員、市民らのべ約430人によるダンス動画。市の外郭団体が制作したもので、JR大分駅や高崎山、大分マリーンパレス水族館（うみたまご）など市内の名所33箇所で撮影された。 | 2013年10月25日 |
| LONDON Ver.                                                    | イギリスの首都・ロンドンのAKB48ファンが制作したダンス動画。 | 2013年10月28日 |
| 築地江戸一 Ver.                                                | 築地場外市場の佃煮専門店・江戸一のスタッフによるダンス動画。 | 2013年10月31日 |
| 大分県 大島・大入島 Ver.                                       | 大分県佐伯市の沖に浮かぶ離島である大島（鶴見大島）・大入島の住民などによるダンス動画。大入島在住の6人組小学生グループ『踊り子in大入島』のダンスを中心に撮影された。 | 2013年11月7日  |
| エンジン01文化戦略会議 オープンカレッジin甲府 Ver.             | 林真理子が幹事長を務める「エンジン01文化戦略会議」のオープンカレッジが山梨県甲府市で開催されることのPRを目的としたエンジン01講師陣（山本益博、勝間和代、茂木健一郎、江原啓之、鎧塚俊彦・川島なお美夫妻、岩井志麻子・田原総一朗ら）や横内正明山梨県知事・宮島雅展甲府市長などによるダンス動画。 | 2013年11月8日  |
| The University of Texas MD Anderson Cancer Center ＆ JTOP Ver. | アメリカ・テキサス大学MDアンダーソンがんセンターの医療スタッフおよび日本国内の癌専門病院の医師などによるダンス動画。 | 2013年11月8日  |
| OBS大分放送 STAFF Ver.                                         | 大分放送のアナウンサーやスタッフおよび出演者などによるダンス動画。 | 2013年11月21日 |
| サイバーエージェントベンチャーズ Ver.                          | サイバーエージェント・ベンチャーズの社員および同社投資先関係者などによるダンス動画。 | 2013年11月21日 |
| 鳥取県 Ver.                                                    | 鳥取県の観光PRを目的に作成された、平井伸治鳥取県知事の「スタバは無いがスナバは有る」や鳥取県内58箇所の観光施設等の関係者などのべ600名によるダンス動画。2014年に「第14回全国障がい者芸術・文化祭（あいサポート・アートとっとりフェスタ）」が鳥取県で開催されることにちなみ、障がい者授産施設関連でも撮影されたほか、映像も歌詞の日本語字幕が挿入され、全編で日本手話入りのダンスとなっており、鳥取県手話言語条例施行の告知を兼ねている。 | 2013年11月26日 |
| ご当地キャラ Ver.                                              | 『ゆるキャラグランプリ』に参加したキャラクターを中心としたご当地キャラと関係者によるダンス動画。冒頭ではふなっしーが本編のMVでDJが話す台詞をそのまま置き換えてしゃべっている。 | 2013年11月29日 |
| Singapore Ver.                                                 | シンガポールの人気観光地の人々によるダンス動画。 | 2013年11月29日 |
| IBM お客様と踊ろう Ver.                                        | 日本アイ・ビー・エムの社員とその顧客企業（ニフティ、アイレップ、DMM.com、gloops、さくらインターネットなど）の社員によるダンス動画。 | 2013年12月2日  |
| CBCラジオ パーソナリティ Ver.                                  | CBCラジオの番組パーソナリティとスタッフによるダンス動画。 | 2013年12月6日  |
| 愛媛県西予市 Ver.                                              | 愛媛県西予市の市長や職員および市民によるダンス動画。 | 2013年12月6日  |
| 栃木県那須塩原市 Ver.                                          | 栃木県那須塩原市の市長や職員および市民約530人によるダンス動画。動画内に偶然、虹が映り込んでいる。全編に那須塩原市牛乳消費拡大キャラクターのみるひぃが出演。 | 2013年12月6日  |
| SUNSHINE SAKAE Ver.                                            | SKE48劇場があるSUNSHINE SAKAEの管理・運営会社関係者、テナントスタッフ、SKE48CAFE&SHOPのスタッフ、BOYS AND MENのメンバー、黒岩唯一with FM AICHI RADIO SPLASHチームおよび同番組の収録に来場した観客によるダンス動画。 | 2013年12月9日  |
| 秋田県横手市 Ver.                                              | 秋田県横手市の市長や職員および市民約1,100人によるダンス動画。 | 2013年12月12日 |
| 北海道はこだて Ver.                                            | 金森赤レンガ倉庫のスタッフが主導して作成した北海道函館市の市民によるダンス動画。2013年11月27日に金森赤レンガ倉庫のアカウントで公開されていた動画 が公式認定されたもの。 | 2013年12月12日 |
| WORKS APPLICATIONS GROUP STAFF Ver.                            | ワークスアプリケーションズグループの社員によるダンス動画。 | 2013年12月12日 |
| 岩佐美咲 演歌 Ver.                                             | AKB48・岩佐美咲の3rdソロシングル「鞆の浦慕情」の初回限定盤DVDの特典映像として、葛飾区柴又で撮影された岩佐と柴又商店街の人々によるダンス動画。楽曲自体も演歌調のアレンジが加えられている。 | 2013年12月15日 |
| 大分県佐伯市 Ver.                                              | 大分県佐伯市の市民約1,000人によるダンス動画。動画の冒頭で西嶋泰義佐伯市長が掃除夫として市庁舎を掃除する光景が映し出されている。 | 2013年12月19日 |
| 横浜市交通局 Ver.                                              | 横浜市交通局の職員や関係スタッフ、マスコットキャラクター「はまりん」らによるダンス動画。横浜市営地下鉄の各駅・車両基地・横浜市営バスの営業所で撮影された。 | 2013年12月19日 |
| 埼玉県戸田市 Ver.                                              | 埼玉県戸田市の戸田市文化会館市民ミュージカル出演者・関係者を中心に、神保国男市長や文化会館職員によるダンス動画。文化会館を運営管理する公益財団法人戸田市文化スポーツ財団の自主事業として制作された。 | 2013年12月19日 |
| 那須どうぶつ王国 Ver.                                          | 那須どうぶつ王国（栃木県那須郡那須町）の園長やスタッフによるダンス動画。 | 2013年12月19日 |
| MAD BOX ZOMBIES Ver.                                           | オリジナルCGアニメ『マッドボックスゾンビーズ』のキャラクターによるダンスアニメーション。全編アニメによる動画は初。 | 2013年12月23日 |
| 富山県 Ver.                                                    | 富山県観光連盟と富山県ロケーションオフィスが制作した、石井隆一富山県知事や富山県職員、富山県内の各市町村職員などのべ約900名によるダンス動画。黒部ダム、雨晴海岸、富岩運河環水公園など富山県内の観光地62箇所で撮影された。冒頭で黒岩祐治神奈川県知事が「富山も恋チュンやるべきですよ」、「最後にはオチも作って下さい」と呼びかける場面が挿入されている。                                                                                 | 2013年12月26日 |
| THAILAND FANCLUBS Ver.                                         | タイのAKB48グループのファングループ「48 Thailand Community」の協力により撮影されたダンス動画。 | 2013年12月27日 |
| Tumblr 48 Project: Koisuru Fortune Cookie. Ver.                | マイクロブログサービス・Tumblrを通じて集まった8カ国・25名のファンによるダンス動画。 | 2013年12月27日 |
| NBL(日本バスケットボールリーグ) Ver.                           | 日本の男子バスケットボールのトップリーグであるNBLおよび下部リーグのNBDL所属チームの選手・チア・マスコット、リーグを運営する一般社団法人日本バスケットボールリーグの理事長、車いすバスケットボール女子日本代表らによるダンス動画。 | 2013年12月29日 |
| 岩手県 三陸鉄道南リアス線 Ver.                                 | 三陸鉄道社員や三陸鉄道南リアス線沿線の岩手県釜石市・大船渡市の住民など約1,000人によるダンス動画。 | 2013年12月29日 |
| アル・プラザ アミ Ver.                                         | 福井県坂井市のショッピングセンター「アル・プラザ アミ」の関係者によるダンス動画。 | 2014年1月10日  |
| 三重県鳥羽市 Ver.                                              | 三重県鳥羽市の観光プロジェクト「恋する鳥羽」内の鳥羽プロデュース団体「鳥羽108人隊」が企画・出演したダンス動画。2013年12月15日から鳥羽市観光情報サイトにて公開されていたものが公式認定された。 | 2014年1月14日  |
| 「キャスト」(朝日放送) Ver.                                    | 朝日放送（ABCテレビ）のテレビ番組「キャスト」の出演者（伊藤史隆・塚本麻里衣・古川昌希・高橋大作など）によるダンス動画。 | 2014年1月21日  |
| Taiwan Ver.                                                    | 台湾の各地で撮影されたダンス動画。元々は台湾在住の台湾人・日本人が中心となって制作し2013年12月13日から自主公開していたもの だったが、後に公式認定された。 | 2014年1月22日  |
| OKUTA Ver.                                                     | 住宅リフォーム等を手がけるOKUTAの社員および関係者によるダンス動画。 | 2014年1月31日  |
| 静岡県三島市 Ver.                                              | 静岡県三島市のマスコットキャラクター「みしまるくん・みしまるこちゃん」のPRをはじめとするとシティプロモーションの一環として制作された、市内の大学、高校、企業、各団体の関係者および市職員によるダンス動画。2014年1月24日から三島市公式サイトにて公開されていたものが公式認定された。 | 2014年2月4日   |
| 兵庫県宍粟市 Ver.                                              | 兵庫県宍粟市の商工会青年部が主導して作成した宍粟市民326人によるダンス動画。元々は「宍粟市商工会青年部 Ver.」として自主的に公開していたものが公式認定された（ただし、そのまま公式認定されたのではなく、若干の修正を加えている）。 | 2014年2月4日   |
| 北海道弟子屈町 Ver.                                            | 北海道川上郡弟子屈町の徳永哲雄町長、職員および町民によるダンス動画。動画の最後に徳永町長による挨拶が挿入されている。 | 2014年2月6日   |
| 香川県東かがわ市 Ver.                                          | 市のPRを目的として香川県東かがわ市商工観光室の職員が企画した藤井秀城市長、職員および市民のべ491人によるダンス動画。市内43箇所で1か月半をかけて撮影された。 | 2014年2月6日   |
| 中小機構 Ver.                                                  | 独立行政法人中小企業基盤整備機構（中小機構）の高田坦史理事長や職員、中小企業大学校の研修に参加していた研修生などによるダンス動画。機構のPRを目的としたもの。 | 2014年2月9日   |
| 向日市激辛 Ver.                                                | 京都府向日市の「京都向日市激辛商店街」の関係者を中心とした市民によるダンス動画。 | 2014年2月17日  |
| E-ne!〜good for you〜 Ver.                                     | FMヨコハマの番組『E-ne!〜good for you〜』のDJ・穂積ユタカやスタッフ、リスナーによるダンス動画。番組出演者のひとりである黒岩祐治神奈川県知事も出演。 | 2014年2月28日  |
| 北海道津別町 Ver.                                              | | 2014年3月3日   |
| 沖縄県恩納村 Ver.                                              | | 2014年3月3日   |
| 兵庫県西脇市 Ver.                                              | | 2014年3月4日   |
| 群馬県桐生市 Ver.                                              | | 2014年3月6日   |
| 兵庫県豊岡市 Ver.                                              | | 2014年3月6日   |
| 宮城・笑顔のバトン Ver.                                        | | 2014年3月10日  |
| 兵庫県養父市 Ver.                                              | | 2014年3月11日  |
| AKB48 CAFE&SHOP Ver.                                           | | 2014年3月11日  |
| 東京都調布市 Ver.                                              | | 2014年3月19日  |
| Rock Musician Ver.                                             | 加藤ひさし（THE COLLECTORS）と増子直純（怒髪天）の呼びかけに応じた、ロック歌手35組によるダンス動画。 | 2014年3月19日  |
| 山口県宇部市 Ver.                                              | | 2014年3月26日  |
| 光村印刷 Ver.                                                  | | 2014年4月9日   |
| 岩佐美咲 演歌 Ver.（福山市 久松通商店街編）                    | 岩佐美咲「鞆の浦慕情」のオリコン初登場1位を記念して制作された演歌バージョンの第2弾。鞆の浦の所在する広島県福山市の商店街で撮影された。 | 2014年4月11日  |
| SNS Ver.                                                       | 2014年1月に台湾で行われた『AKB48 official shop Taiwan AKB48パフォーマンス大賞』で入賞した作品。 | 2014年4月21日  |
| 亦宛然掌中劇團 Ver.                                            | 2014年1月に台湾で行われた『AKB48 official shop Taiwan AKB48パフォーマンス大賞』で入賞した作品。 | 2014年4月21日  |
| Beginners Ver.                                                 | 2014年1月に台湾で行われた『AKB48 official shop Taiwan AKB48パフォーマンス大賞』で入賞した作品。 | 2014年4月21日  |
| CANDY☆STAR Ver.                                                | 2014年1月に台湾で行われた『AKB48 official shop Taiwan AKB48パフォーマンス大賞』で入賞した作品。 | 2014年4月21日  |
| 湘南ベルマーレ Ver.                                            | Jリーグ・湘南ベルマーレの全選手・チームスタッフ・OBらによる動画。2014年3月16日のJ2第3節・札幌戦（Shonan BMW スタジアム平塚）にて上映と共に湘南のオフィシャルYouTubeチャンネルに公開され、後に公式認定された。 | 2014年4月23日  |
| 岩手県平泉町 Ver.                                              | | 2014年4月27日  |
| 沖縄県那覇市牧志商店街 Ver.                                    | | 2014年4月28日  |
| 香川県さぬき市 Ver.                                            | | 2014年4月29日  |
| ネクシィーズグループ Ver.                                      | | 2014年5月6日   |
| 埼玉県の農業はあの日の大雪に負けない! Ver.                     | 平成26年の大雪で甚大な農業被害を受けた埼玉県の農業を支援するために、埼玉県農林部農業ビジネス支援課が主導し、県庁職員らのボランティアにより制作されたダンス動画。 | 2014年5月8日   |
| IBC岩手放送 Ver.                                               | IBC岩手放送のアナウンサーをはじめ、各部署スタッフに鎌田英樹社長と局長会メンバー等によるダンス動画。福田こうへい、臼澤みさき、マスコットキャラクター『ちゃおくん』も途中参加している。2014年5月以降IBCのクロージングとして放送。 | 2014年5月12日  |
| サザエさんの街でツナガロウ! 世田谷区桜新町＆福岡市西新 Ver.    | サザエさんの原作者・長谷川町子ゆかりの町である東京都世田谷区桜新町と福岡県福岡市早良区西新の両町の商店街が主導して制作したダンス動画。桜新町在住の横内正、やくみつる、北澤豪、梶原雄太、具志堅幸司も出演している。 | 2014年5月19日  |
| NBL2013-2014シーズンハイライト Ver.                            | 2013年12月に公開されたNBLバージョンの第2弾。動画の途中にダンスではなく2013-14シーズンの試合のハイライト映像が挿入されている。 | 2014年5月21日  |
| 三陸鉄道南リアス 全線開通記念 Ver.                             | | 2014年5月24日  |
| 沖縄県豊見城市 Ver.                                            | | 2014年5月30日  |
| [ 動画 97 ]                                                    | | 2014年6月17日  |
| ガールスカウト福井県連盟 Ver.                                  | | 2014年6月17日  |
| 兵庫県高砂市 Ver.                                              | | 2014年6月29日  |
| 広島県福山市 Ver.                                              | | 2014年7月2日   |
| 関西のごみ処理施設 Ver.                                        | 大阪府・奈良県の10市の環境部局または清掃施設組合の共同事業「ごみ焼却施設イメージアッププロジェクト」の一環として作成されたダンス動画。 | 2014年7月6日   |
| ニューヨーク Ver.                                              | | 2014年7月9日   |
| 岐阜県 飛騨高山おもてなし総力戦 Ver.                           | | 2014年7月16日  |
| 信州塩尻市 Ver.                                                | | 2014年7月27日  |
| 復興商店街 Ver.                                                | 東日本大震災で被災した3県に作られた27箇所の「復興商店街」の人々によるダンス動画。中小企業基盤整備機構が制作に協力している。 | 2014年8月13日  |
| 茨城県常総市 Ver.                                              | | 2014年8月14日  |
| 岩手県山田町 Ver.                                              | | 2015年5月28日  |

このほか、上述の公式替え歌「トビタテ!フォーチュンクッキー」も、「第1回 Go Global Japan Expo」のイベントの模様と、全国の留学生らによるダンス動画を編集したものが、2014年2月13日に公式動画として公開されている。
本楽曲をインドネシア語でリリースしているJKT48の公式YouTubeチャンネルにおいても、同様に"Fortune Cookie in Love - Fortune Cookie Yang Mencinta" - JKT48 STAFF Version、"Fortune Cookie in Love - Fortune Cookie Yang Mencinta" - RCTI STAFF Version が公開されている。
また、活動開始前のTPE48への加入が内定していたAKB48台湾研究生の林倢と邱品涵が台北市の高校生たちと街で踊る「21所高校一同力挺 應援TPE48影片」が公開された。さらに、本楽曲をタイ語でリリースしているBNK48でも"Koisuru Fortune Cookie –คุกกี้เสี่ยงทาย– (STAFF Ver.)"が公開されている。
動画の制作にあたっては、特に地方公共団体による公式動画が複数作成されているが、地方公共団体の問題点を中心とした、調査報道を行っているニュースサイトの「HUNTER」は、佐賀県庁Ver.や鳥取県Ver.において、その制作過程で公式認定を念頭に置いた公費支出の経緯が不明朗ではないかと指摘している。一方で、秋田県横手市Ver.のように、敢えて公費支出ゼロを謳い、公式動画に認定されているものも存在するとも指摘している。

## メディアでの使用
恋するフォーチュンクッキー
- フジテレビ『お台場合衆国2013 楽しくなければお台場じゃない!冒険しなけりゃ夏じゃない!』テーマソング[71]
- フジテレビ系『WONDA×AKB48 ショートストーリー「フォーチュンクッキー」』主題歌
- ひかりTV・アイキャスト『AKB48コント「何もそこまで…」』CMソング[72]
- グリー 『GREE AKB48 ステージファイター』「第3回センター争奪バトル篇」CMソング[73]
- エクシング JOYSOUND『AKB48公式カラオケJOYSOUND f1』CMソング[74]
- 任天堂『JUST DANCE Wii U』CMソング（ゲーム内にも収録）[75]
- 文部科学省『トビタテ! 留学JAPANキャンペーン』CMソング（替え歌：「トビタテ!フォーチュンクッキー」）[76]
- トヨタ自動車『プリウスPHV』CMソング（替え歌：「恋する充電プリウス 〜恋するフォーチュンクッキー2〜」）[77]
- 映画『リンキング・ラブ』（2017年）において、1991年にタイムスリップした主人公が若き日の大学生である母親たちと結成した学園祭アイドルグループ「ASG16」が本曲を劇中で歌唱している[78]。
- 天気の子 - 作中のシーンで登場人物がカラオケで歌うシーンがある。

愛の意味を考えてみた
- 日本赤十字社「JOIN! 赤十字はあなたの力を待っている。」CMソング[75]

青空カフェ
- スカパーJSAT スカパー!『「思い出せる君たちへ」〜AKB48グループ全公演〜』CMソング[79]
- 大江戸温泉物語「湯船」物語篇[動画 112]、「浴衣」物語篇[動画 113]

## シングル収録トラック

### Type A
「初回限定盤」と「通常盤」の2種類が存在するが、収録トラックは同一である。
| #         | タイトル                                         | 作詞      | 作曲         | 編曲           | 時間  |
| --------- | ------------------------------------------------ | --------- | ------------ | -------------- | ----- |
| 1.        | 「恋するフォーチュンクッキー」                   | 秋元康    | 伊藤心太郎   | 武藤星児       | 4:46  |
| 2.        | 「愛の意味を考えてみた」(アンダーガールズ)       | 秋元康    | 小川コータ   | 野中“まさ”雄一 | 3:05  |
| 3.        | 「今度こそエクスタシー」(ネクストガールズ)       | 秋元康    | 井上ヨシマサ | 井上ヨシマサ   | 3:20  |
| 4.        | 「恋するフォーチュンクッキー（off vocal ver.）」 |           | 伊藤心太郎   | 武藤星児       | 4:46  |
| 5.        | 「愛の意味を考えてみた（off vocal ver.）」       |           | 小川コータ   | 野中“まさ”雄一 | 3:05  |
| 6.        | 「今度こそエクスタシー（off vocal ver.）」       |           | 井上ヨシマサ | 井上ヨシマサ   | 3:18  |
| 合計時間: | 合計時間:                                        | 合計時間: | 合計時間:    | 合計時間:      | 22:20 |

| #  | タイトル                                                | 作詞 | 作曲・編曲 | 監督     |
| -- | ------------------------------------------------------- | ---- | ---------- | -------- |
| 1. | 「恋するフォーチュンクッキー」                          |      |            | 関根光才 |
| 2. | 「恋するフォーチュンクッキー 振り付け映像（Type A）」   |      |            | 池田一真 |
| 3. | 「愛の意味を考えてみた」                                |      |            | 中村哲平 |
| 4. | 「今度こそエクスタシー」                                |      |            | 井上哲央 |
| 5. | 「SF 少女ドラマシリーズ「ADS77」：第一幕 ナナという姉」 |      |            | 犬童一心 |

### Type K
「初回限定盤」と「通常盤」の2種類が存在するが、収録トラックは同一である。
| #         | タイトル                                         | 作詞      | 作曲       | 編曲           | 時間  |
| --------- | ------------------------------------------------ | --------- | ---------- | -------------- | ----- |
| 1.        | 「恋するフォーチュンクッキー」                   | 秋元康    | 伊藤心太郎 | 武藤星児       | 4:46  |
| 2.        | 「愛の意味を考えてみた」(アンダーガールズ)       | 秋元康    | 小川コータ | 野中“まさ”雄一 | 3:05  |
| 3.        | 「推定マーマレード」(フューチャーガールズ)       | 秋元康    | 川島有真   | 佐々木裕       | 4:41  |
| 4.        | 「恋するフォーチュンクッキー（off vocal ver.）」 |           | 伊藤心太郎 | 武藤星児       | 4:46  |
| 5.        | 「愛の意味を考えてみた（off vocal ver.）」       |           | 小川コータ | 野中“まさ”雄一 | 3:05  |
| 6.        | 「推定マーマレード（off vocal ver.）」           |           | 川島有真   | 佐々木裕       | 4:39  |
| 合計時間: | 合計時間:                                        | 合計時間: | 合計時間:  | 合計時間:      | 25:02 |

| #  | タイトル                                              | 作詞 | 作曲・編曲 | 監督     |
| -- | ----------------------------------------------------- | ---- | ---------- | -------- |
| 1. | 「恋するフォーチュンクッキー」                        |      |            | 関根光才 |
| 2. | 「恋するフォーチュンクッキー 振り付け映像（Type K）」 |      |            | 池田一真 |
| 3. | 「愛の意味を考えてみた」                              |      |            | 中村哲平 |
| 4. | 「推定マーマレード」                                  |      |            | 関和亮   |
| 5. | 「SF 少女ドラマシリーズ「ADS77」：第二幕 廃棄」       |      |            | 犬童一心 |

### Type B
「初回限定盤」と「通常盤」の2種類が存在するが、収録トラックは同一である。
| #         | タイトル                                         | 作詞      | 作曲         | 編曲      | 時間  |
| --------- | ------------------------------------------------ | --------- | ------------ | --------- | ----- |
| 1.        | 「恋するフォーチュンクッキー」                   | 秋元康    | 伊藤心太郎   | 武藤星児  | 4:46  |
| 2.        | 「最後のドア」                                   | 秋元康    | すみだしんや | 若田部誠  | 4:21  |
| 3.        | 「涙のせいじゃない」                             | 秋元康    | 山本加津彦   | 増田武史  | 5:26  |
| 4.        | 「恋するフォーチュンクッキー（off vocal ver.）」 |           | 伊藤心太郎   | 武藤星児  | 4:46  |
| 5.        | 「最後のドア（off vocal ver.）」                 |           | すみだしんや | 若田部誠  | 4:21  |
| 6.        | 「涙のせいじゃない（off vocal ver.）」           |           | 山本加津彦   | 増田武史  | 5:24  |
| 合計時間: | 合計時間:                                        | 合計時間: | 合計時間:    | 合計時間: | 29:04 |

| #  | タイトル                                              | 作詞 | 作曲・編曲 | 監督     |
| -- | ----------------------------------------------------- | ---- | ---------- | -------- |
| 1. | 「恋するフォーチュンクッキー」                        |      |            | 関根光才 |
| 2. | 「恋するフォーチュンクッキー 振り付け映像（Type B）」 |      |            | 池田一真 |
| 3. | 「最後のドア」                                        |      |            | 久保茂昭 |
| 4. | 「涙のせいじゃない」                                  |      |            | 高橋栄樹 |
| 5. | 「SF 少女ドラマシリーズ「ADS77」：第三幕 降霊」       |      |            | 犬童一心 |

### 劇場盤
| #         | タイトル                                         | 作詞      | 作曲       | 編曲           | 時間  |
| --------- | ------------------------------------------------ | --------- | ---------- | -------------- | ----- |
| 1.        | 「恋するフォーチュンクッキー」                   | 秋元康    | 伊藤心太郎 | 武藤星児       | 4:46  |
| 2.        | 「愛の意味を考えてみた」(アンダーガールズ)       | 秋元康    | 小川コータ | 野中“まさ”雄一 | 3:05  |
| 3.        | 「青空カフェ」                                   | 秋元康    | 藤本貴則   | 佐々倉有吾     | 4:11  |
| 4.        | 「恋するフォーチュンクッキー（off vocal ver.）」 |           | 伊藤心太郎 | 武藤星児       | 4:46  |
| 5.        | 「愛の意味を考えてみた（off vocal ver.）」       |           | 小川コータ | 野中“まさ”雄一 | 3:05  |
| 6.        | 「青空カフェ（off vocal ver.）」                 |           | 藤本貴則   | 佐々倉有吾     | 4:09  |
| 合計時間: | 合計時間:                                        | 合計時間: | 合計時間:  | 合計時間:      | 24:02 |

## 選抜メンバー
かっこ内は『AKB48 32ndシングル 選抜総選挙』における順位。
- 板野友美（11位）
- 大島優子（2位）
- 柏木由紀（4位）
- 小嶋陽菜（9位）
- 指原莉乃（1位） [注釈 10]
- 篠田麻里子（5位） [注釈 11]
- 島崎遥香（12位）
- 須田亜香里（16位） [注釈 12]
- 高橋みなみ（8位）
- 松井珠理奈（6位） [注釈 13]
- 松井玲奈（7位） [注釈 12]
- 宮澤佐江（10位） [注釈 14]
- 山本彩（14位） [注釈 15]
- 横山由依（13位）
- 渡辺麻友（3位）
- 渡辺美優紀（15位） [注釈 16]

## 収録アルバム
- 次の足跡
- 0と1の間

## カバー

### JKT48によるカバー
AKB48の姉妹グループであるJKT48は、本楽曲を「Fortune Cookie in Love - Fortune Cookie Yang Mencinta - 」というタイトルでカバーしている。このカバー曲は、グループの3作目のシングルとして2013年8月21日にHits Recordsから発売された。
歌詞はサビの決め台詞以外は秋元の詞をインドネシア語に翻訳したものとなっている。楽曲のセンターポジションは仲川遥香が務めた。
シングル盤は通常盤と劇場盤がある。特典として、通常盤には選抜メンバー生写真1枚（16名の中からランダムで1枚）、劇場盤には個別握手券1枚（JKT48劇場で購入のみ）、トランプカード1枚（51名の中からランダムで1枚）が封入されている。また、通常盤については、インドネシアでのリリース後に日本向け特別盤がリリースされることとなり、こちらは特典として選抜メンバー生写真1枚（14名の中から1枚がランダムに封入）に加え、高城亜樹、仲川遥香の生写真のうちいずれか1枚が封入されている。

#### シングル収録トラック (JKT48)

##### 通常盤
| #  | タイトル                                                    | 作詞   | 作曲       | 編曲           |
| -- | ----------------------------------------------------------- | ------ | ---------- | -------------- |
| 1. | 「Fortune Cookie in Love - Fortune Cookie Yang Mencinta -」 | 秋元康 | 伊藤心太郎 | 武藤星児       |
| 2. | 「First Rabbit」                                            | 秋元康 | 楊慶豪     | 楊慶豪         |
| 3. | 「Baby! Baby! Baby! - Passionate Prayer Version -」         | 秋元康 | 上杉洋史   | 野中“まさ”雄一 |
| 4. | 「Fortune Cookie in Love - English Version -」              | 秋元康 | 伊藤心太郎 | 武藤星児       |

| #  | タイトル                                                                                   | 作詞 | 作曲・編曲 |
| -- | ------------------------------------------------------------------------------------------ | ---- | ---------- |
| 1. | 「Fortune Cookie in Love - Fortune Cookie Yang Mencinta - Music Video」                    |      |            |
| 2. | 「Fortune Cookie in Love - Fortune Cookie Yang Mencinta - Making Video Behind the Scenes」 |      |            |

##### 劇場盤
| #  | タイトル                                                    | 作詞   | 作曲       | 編曲           |
| -- | ----------------------------------------------------------- | ------ | ---------- | -------------- |
| 1. | 「Fortune Cookie in Love - Fortune Cookie Yang Mencinta -」 | 秋元康 | 伊藤心太郎 | 武藤星児       |
| 2. | 「First Rabbit」                                            | 秋元康 | 楊慶豪     | 楊慶豪         |
| 3. | 「Baby! Baby! Baby! - Passionate Prayer Version -」         | 秋元康 | 上杉洋史   | 野中“まさ”雄一 |

#### 選抜メンバー (JKT48)
- 高城亜樹 [注釈 17]
- アヤナ・シャハブ
- ベビー・チャエサラ・アナディラ
- シンディ・ユフィア
- デラ・デリラ
- デフィ・キナル・プトゥリ
- 仲川遥香
- ジェシカ・フェランダ
- メロディー・ヌランダニ・ラクサニ
- ナビラ・ラトナ・アユ・アザリア
- リスカ・ファイルニッサ
- 野澤玲奈 [注釈 17]
- ロナ・アングレアニ
- シャニア・ジュニアナタ
- シンタ・ナオミ
- ソニア・ナタリア

### SNH48によるカバー
当時AKB48の姉妹グループであったSNH48は、本楽曲を「愛的幸運曲奇」のタイトルでカバーしている。このカバー曲は、グループの3作目のEPとして発売された。2013年11月25日に北京版、同年11月29日に上海版が発売された。
歌詞はサビの決め台詞以外は秋元の詞を中国語に翻訳したものとなっている。楽曲のセンターポジションは許佳琪。
楽曲のEP盤には、特典として生写真1枚（32枚中からランダムで1枚）、握手会参加券、メンバー公式キャラクターシールが封入されている。

#### EP収録トラック
| #   | タイトル                              | 作詞        | 作曲         | 編曲                     |
| --- | ------------------------------------- | ----------- | ------------ | ------------------------ |
| 1.  | 「愛的幸運曲奇」                      | 秋元康/張暢 | 伊藤心太郎   | 武藤星児                 |
| 2.  | 「浪漫聖誕夜」(原曲:「ノエルの夜」)   | 秋元康/張暢 | 奥田もとい   | 若田部誠                 |
| 3.  | 「藉口」(原曲:「言い訳Maybe」)        | 秋元康/張暢 | 俊龍         | 野中“まさ”雄一           |
| 4.  | 「开拓者」(原曲:「Beginner」)         | 秋元康/張暢 | 井上ヨシマサ | 井上ヨシマサ             |
| 5.  | 「生命之風」(原曲:「風は吹いている」) | 秋元康/張暢 | 河原嶺旭     | 河原嶺旭、野中“まさ”雄一 |
| 6.  | 「愛的幸運曲奇（伴奏）」              |             |              |                          |
| 7.  | 「浪漫聖誕夜（伴奏）」                |             |              |                          |
| 8.  | 「藉口（伴奏）」                      |             |              |                          |
| 9.  | 「開拓者（伴奏）」                    |             |              |                          |
| 10. | 「生命之風（伴奏）」                  |             |              |                          |

| #  | タイトル                           | 作詞 | 作曲・編曲 |
| -- | ---------------------------------- | ---- | ---------- |
| 1. | 「愛的幸運曲奇 1116 LIVE Version」 |      |            |
| 2. | 「藉口 1116 LIVE Version」         |      |            |
| 3. | 「開拓者 1116 LIVE Version」       |      |            |
| 4. | 「生命之風 1116 LIVE Version」     |      |            |

#### 選抜メンバー (SNH48)
- 陳觀慧
- 陳思
- 戴萌
- 蔣芸
- 孔肖吟
- 李宇琪
- 莫寒
- 錢蓓婷
- 邱欣怡
- 孫芮
- 温晶婕
- 呉哲晗
- 徐晨辰
- 許佳琪
- 趙嘉敏
- 張語格

### BNK48によるカバー
AKB48の姉妹グループであるBNK48は、本楽曲を「Koisuru Fortune Cookie (คุกกี้เสี่ยงทาย)」（クッキーシアンターイ）というタイトルでカバーし、グループの2作目のシングルとして2017年12月20日にBNK48 Officeから発売された。
歌詞はサビの一部以外は秋元の詞をタイ語に翻訳したものとなっている。楽曲のセンターポジションはモバイルが務めた。
タイ国内でも日本でのリリース後と同様にダンスを踊る動画が広まり、街中で同曲が流れる中で人々が踊ったり、テレビやラジオでもヘビーローテーションされるなど社会現象化した。またタイ王室の王女でラーマ9世（プーミポン・アドゥンラヤデート前国王）の長女であるウボンラットが自ら本曲を歌い踊る動画も公開されている。
YouTubeでのミュージック・ビデオ再生回数は2018年4月に1億回を超えた。
カップリングでは、「PARTYが始まるよ」公演で歌われる「AKB48」の替え歌と「スカート、ひらり」のカバーが収録されている。

#### 収録曲 (BNK48)
| #  | タイトル                                                 | 作詞                                                           | 作曲       | 編曲     |
| -- | -------------------------------------------------------- | -------------------------------------------------------------- | ---------- | -------- |
| 1. | 「Koisuru Fortune Cookie (คุกกี้เสี่ยงทาย)」                  | 秋元康、Tanupop Notayanont（訳詞）                             | 伊藤心太郎 | 武藤星児 |
| 2. | 「BNK48」                                                | 秋元康 Pongchuk Pissathanporn / Tanupop Notayanont（アレンジ） | 渡辺未来   | 高梨康治 |
| 3. | 「Skirt, Hirari (พลิ้ว)」                                  | 秋元康、Trai Bhumiratna（訳詞）                                | 岡田実音   | 梅堀淳   |
| 4. | 「Koisuru Fortune Cookie (คุกกี้เสี่ยงทาย) (off vocal ver.)」 |                                                                | 伊藤心太郎 | 武藤星児 |
| 5. | 「BNK48 (off vocal ver.)」                               |                                                                | 渡辺未来   | 高梨康治 |
| 6. | 「Skirt, Hirari (พลิ้ว) (off vocal ver.)」                 |                                                                | 岡田実音   | 梅堀淳   |

#### 選抜メンバー (BNK48)
- チャープラン
- 伊豆田莉奈
- ジャン
- ジェニス
- ゲーウ
- カイムック
- 大久保美織
- モバイル
- ミュージック
- ナムヌン
- ヌイ
- オーン
- パン
- プーペ
- さっちゃん
- ターワン

### MNL48によるカバー
AKB48の姉妹グループであるMNL48は、本楽曲を「Pag-Ibig Fortune Cookie」のタイトルでタガログ語でカバーし、グループの2作目のシングルとして2018年12月1日に発売した。センターポジションはシェキが務めた。
シングルCDはフィリピンのローソン店舗、およびオンラインショップ「Hallo Hallo Mall」で販売され、2018年12月21日に配信が開始された。
カップリングでは「言い訳Maybe」と「ファースト・ラビット」のカバーが収録されている。

#### 収録曲 (MNL48)
| #  | タイトル                                   | 作詞   | 作曲       | 編曲           |
| -- | ------------------------------------------ | ------ | ---------- | -------------- |
| 1. | 「Pag-ibig Fortune Cookie」                | 秋元康 | 伊藤心太郎 | 武藤星児       |
| 2. | 「Palusot ko'y Maybe」(Team NIV)           | 秋元康 | 俊龍       | 野中“まさ”雄一 |
| 3. | 「First Rabbit」                           | 秋元康 | 楊慶豪     | 楊慶豪         |
| 4. | 「Pag-ibig Fortune Cookie (Instrumental)」 |        | 伊藤心太郎 | 武藤星児       |
| 5. | 「Palusot ko'y Maybe (Instrumental)」      |        | 俊龍       | 野中“まさ”雄一 |
| 6. | 「First Rabbit (Instrumental)」            |        | 楊慶豪     | 楊慶豪         |

#### 選抜メンバー (MNL48)
- アビー
- アリッサ
- ベル
- ブレイ
- コリーン
- エラ
- フェイス
- ギャブ
- ジャン
- ジェム
- ケイ
- レイ
- マリ
- ランス
- セラ
- シェキ

### SGO48によるカバー
AKB48の姉妹グループであるSGO48は、本楽曲を「Koisuru Fortune Cookie - Thất tình tích cực」のタイトルでベトナム語でカバーし、グループの2作目のシングルとして2019年12月29日に発売した。

#### 選抜メンバー (SGO48)
- ヒカリ
- モン
- ティエンリン
- サニー
- トゥーガー
- ツーンヅオン
- アンサーン
- サチ
- モチ
- レチャン
- ジェニー
- ツックファム
- アンナ
- スアンカー
- ケーシー
- リンマイ

### その他のカバー
恋するフォーチュンクッキー
原由子（サザンオールスターズ） - 2014年7月12日に放送された『桑田佳祐のやさしい夜遊び〜夏にサザンないの!? いいかげんに1000回!! ファンやめたるわ!! 生歌ライブ〜』内でサビ部分のみカヴァー。
HIBI★Chazz-K - アルバム『HAPPY SAX HIT EXPRESS』（2014年7月16日）収録。
星野みちる
- シングル「東京ディスコナイト」（2014年11月24日）収録。
- 「恋するフォーチュンクッキー feat. スクーターズ」名義で、カバーアルバム『マイ・フェイバリット・ソングス』（2016年9月7日）に収録

清水賢二 - 『Japanese Standards』（2015年2月25日）収録。
杉山優奈 - シングル「かまってYO!ね」（2015年9月2日）収録
Ema - アルバム『Respirar』（2016年7月27日）収録。
FREAK - アルバム『Covers 〜R＆B Sessions〜』（2018年4月4日）収録、編曲：上條頌。
DEPAPEKO（押尾コータロー×DEPAPEPE） - アルバム『PICK POP! 〜J-Hits Acoustic Covers〜』（2018年9月19日）収録、編曲：DEPAPEKO。
=LOVE - 2022年1月28日に放送された『MUSIC BLOOD』（日本テレビ系）で、当時のAKB48の衣装を着て披露した。
恋するフォーチュンクッキー〈演歌バージョン〉
岩佐美咲 - シングル「鞆の浦慕情」（2014年1月8日）収録
恋するフォーチュンクッキー(秋元康プロデュース・ボサノヴァ・ヴァージョン) by Georgeana Bonow
Georgeana Bonow - アルバム『RIOIRO(リオ色)リオデジャネイロふれあい街歩き Produced by Roberto Menescal』（2014年7月2日）収録

## 恋する充電プリウス 〜恋するフォーチュンクッキー2〜
「恋するフォーチュンクッキー」の歌詞を変更して「恋する充電プリウス」（こいするじゅうでんプリウス）としたバージョン。正式タイトルは「恋する充電プリウス 〜恋するフォーチュンクッキー2〜」。
トヨタ・プリウス ZVW35（プリウスPHV） とのタイアップ曲で歌詞の内容もプリウスPHVに合わせたものになっている。センターはオリジナル同様、指原莉乃が務めるが、他のメンバーは大きく異なりAKB48チーム8のメンバーで構成され、名義は「指原莉乃 with AKB48 Team 8」となっている。この曲はプリウスPHVのキャンペーンなどに使用される。標準語（共通語）バージョン以外に6種類のご当地バージョンがあり、出身地に対応したチーム8メンバーが「恋する充電プリウス」を方言で歌唱する。